# كلود بيسل
كلود بيسل هو ناقد أدبي ومؤرخ كندي، ولد في 10 فبراير 1916 في ميافورد في كندا، وتوفي في 21 يونيو 2000.